# 2014年布基纳法索起义
2014年布基纳法索起义指2014年10月迅速在布基纳法索多个城市蔓延的示威和骚乱，目的是针对企图让总统布莱斯·孔波雷再次当选，延长27年任期的改宪行为。前国防部长夸梅·罗固艾参与了10月30日的骚乱，议会、执政的民主和进步党议会总部等政府建筑物被点燃。孔波雷解散政府，宣布紧急状态后，在阿拉萨内·瓦塔拉总统的协助下逃到科特迪瓦。
奥诺雷·纳贝里·特拉奥雷上将宣布组建过渡政府，在12个月内治理国家直至大选。经过另一日的大规模抗议活动，起初拒绝辞职的孔波雷，在国内民众的压力下，于10月31日宣布辞职，其27年的统治结束，而特拉奥雷将接任新的国家临时领导人。然而，雅各巴·艾萨克·兹达中校预言自称国家临时领导人的特拉奥雷不会受欢迎。军方首领的一份声明称，兹达获得军内一致支持。不愿透露姓名的反对派政党联盟，拒绝军方的接管。进一步抗议活动在11月2日上午爆发。

## 背景
根据2000年宪法修正案，总统两届任期不得超过五年。然而该限制并未追溯实施，使得自1987年一直擔任總統的布莱斯·孔波雷仍可在2005年和2010年選舉成功连任。现场抗议民众多达10万人。他们穿着色彩鲜艳的服装，从首都国家广场出发，吹着口哨，高呼“总统下台”、“别碰宪法37条”等口号。有示威者说：“总统不应该修改宪法，我们不想再看到他了。所以我们会阻止他、阻止国会，我们今晚就睡在这里。”
至于2015年的总统选举，孔波雷试图颁布一项宪法修正案，取消任期限制，延长其27年的任期，结果遭到议会反对派的抗议。
2011年布基纳法索抗议曾呼吁变革停滞不前和没有相应的经济，曾遭到妥协。

## 示威

### 10月30日
示威民众今天冲进位于首都瓦加杜古的议会大楼内放火，大楼随后冒起浓烟。另有民众冲进国家电视台大楼，导致节目停播。示威者还奔向总统府，遭到军队的阻拦。总统孔波雷随后宣布进入紧急状态，但反对派表示紧急状态令不可接受，呼吁支持者抵制。布基纳法索军方宣布夺权，承诺1年内恢复秩序，同时宣布宵禁。布基纳法索武装部队总参谋长诺贝雷·奥诺雷·特拉奥雷30日在瓦加杜古发表声明，宣布暂停执行布基纳法索共和国现行宪法，解散国民议会和政府，全国进入“和平过渡期”。声明称，由于该国出现大规模反政府游行及全国性的罢工、罢课活动，事态发展严重，因而决定解散国民议会和政府，暂停执行布基纳法索共和国现行宪法。声明还称，为避免国内政治局势恶化，由退役将军卢盖支持的总统孔波雷和反对党领袖泽菲兰·迪亚布雷支持的总理蒂奥达成一致，将在１２个月内组织自由、透明和民主的总统选举和立法选举。声明敦促民众在和平过渡时期保持最大限度的冷静和克制，避免局势进一步紧张升级。
示威人群一度试图闯入总统府，反对党方面发表声明要求布基纳法索现任总统孔波雷辞去现有职务，布基纳法索官方则同日发布公报，强调相关方面已决定取消就修改宪法进行投票，呼吁示威人群保持克制和冷静。孔波雷签署的一项声明说，布基纳法索政府和议会都已被解散，全国各地实施宵禁。议会将讨论宪法草案，30日发生的暴力至少造成一人死亡，此人是现任总统孔波雷的小弟弟，他在距离其兄长家几百米的地方被打死。示威者纵火焚烧停放在楼外的汽车和楼内存放的文档文件，劫掠办公室电脑设备。执政党争取民主和进步大会的总部和市政厅等多个机构也遭到冲击，瓦加杜古国际机场被临时关闭。在布基纳法索第二大城市博博-迪乌拉索，示威者推倒了孔波雷的一尊雕像，这从一个侧面显示出该国民众要把总统赶下台的信念和决心。然而，孔波雷本人似乎还未感觉到民情激愤，他仍旧不愿立即交权。

### 10月31日
布基纳法索总统布莱斯·孔波雷在一个电视演讲上说，“我并没有辞职而是针对权利过渡举行的一次公开会谈。”布基纳法索官方发布声明称，该国总统孔波雷已经辞职，但要求在90天内举行大选。孔波雷宣布辞职后下落不明。路透社以当地媒体和两名外交官为消息源报道，据信搭载孔波雷的车队当天被看见驶向靠近加纳边界的波镇。近万人参加游行示威，反对特拉奥雷担任临时总统，要求任命前国防部长、退休将军夸梅·卢盖为临时总统。许多示威者认为特拉奥雷将军与孔波雷的关系过于亲近，对他不大信任。

### 11月1日
下午宣布，前总统卫队副指挥官齐达为布基纳法索过渡时期国家元首。此外，他还下令关闭边界。军方高级官员在瓦加杜古总部磋商后，一致推选齐达为过渡时期国家元首。科特迪瓦总统府当天发布公报说，科总统瓦塔拉表示，科特迪瓦欢迎孔波雷和他的家人，希望布基纳法索能够尽快恢复和平和稳定，科特迪瓦将继续关注布基纳法索国内政治局势的发展。但这份公报没有提及孔波雷抵达的时间。布基纳法索总统卫队二把手艾萨克·泽达称其已经接管权力，军方接管权力的声明“过时”。齐达呼吁，非洲联盟和西非国家经济共同体对布基纳法索过渡提供支持。在首都瓦加杜古尘土飞扬街道上，抗议群众愤怒表示，是他们把孔波雷赶下台，结果却换另一位军人上台。民众占领了布基纳法索前总统的弟弟的宅邸。

### 11月2日
军方进占国营电视台，并对空鸣枪强行驱离记者及抗议群众，随后电视台中断了信号。报目击者称，士兵朝天开枪以驱散示威者，而后逼迫电视台记者离开。在首都瓦加杜古的其他地方，军队士兵从市内的一个广场赶走了数千抗议者并将该地区用路障封锁起来。布基纳法索前国防部长夸梅·卢盖和民主变革党主席萨兰·塞伦分别试图通过电视直播宣称自己为过渡时期国家元首。但由于电视信号被切断，他们的行动未果。 一名名为巴里的上校以齐达的名义在媒体会上证实，在当天下午国家电视台门前发生的示威中，有一人死亡。反对派女领导人萨兰·塞雷姆也试图在电视台宣布自己掌权，同样遭到阻拦。不过。塞雷姆2日晚些时候在“布基纳法索24小时”新闻网站上否认这一说法，称自己被迫前往电视台。 

### 辞职后
反对党联盟及公民社会团体协商后发表声明称，“人民群起抗争获得胜利，因而过渡管理也隶属人民，绝不能被军方没收。 ”“我们协商再度确认，这次过渡必须具备民主和文人性质”，并宣布11月2日将齐聚国家广场示威抗议。

### 11月3日
齐达在外交部与外交官展开协商，稍后与反对派领袖会面。一名反对派领袖此后在媒体会上表示，齐达清楚地对他们说，将解除此前对宪法的废止令，恢复宪法，保证过渡在宪法框架下施。

### 11月16日
16日，非洲国家布基纳法索在军方、各政党及群众代表谈判协商后，决定近期宣布新的临时总统。

### 11月17日
布基纳法索过渡权力机构17日宣布，已退休外交官米歇尔·卡凡多当选为布基纳法索过渡期总统。

### 11月19日
根据过渡宪章，卡凡多将于19日任命过渡政府总理。卡凡多出生于1942年，曾于1998年至2011年担任布基纳法索驻联合国大使。

## 后续
外交人员认为，孔波雷担心去职以后失去司法豁免权。

## 各方回应

### 法国
法国外交部发言人称，法国呼吁各方保持镇定与克制。正对布基纳法索发生的示威保持密切关注，对发生暴力行为表示遗憾，使局势恢复平静。總統奧朗德對布基納法索總統孔波雷當天宣布辭職表示歡迎，認為這將為該國當前危機找到一個出路。法國外長法比尤斯當天表示，希望布基納法索局勢恢復平靜以及法國在這個國家的僑民安全得到保護。

### 联合国
联合国秘书长潘基文30日通过发言人发表声明，对布基纳法索安全局势恶化深表担忧，呼吁布基纳法索各方结束暴力，保持平静和克制，通过对话解决所有未决问题。他已请求他的西非问题特别代表钱巴斯31日前去布基纳法索，并对非盟和西非国家经济共同体代表也前往当地表示欢迎。联合国西非问题特使穆罕默德-伊本查巴斯表示，临时执掌布基纳法索政权的军方应向非军事政治家移交国家管理权。根据宪法规定，过渡时期国家应由非军事官员领导。否则布基纳法索将面临国际社会制裁的危险。联合国秘书长潘基文14日通过发言人发表声明，对布基纳法索各方通过过渡宪章表示欢迎，并鼓励各方在过渡阶段继续对话。联合国秘书长潘基文17日通过发言人发表声明，对布基纳法索各方签署过渡宪章及选举出过渡期总统表示祝贺。

### 美国
美国白宫发言人表示，美方关注布基纳法索局势，呼吁有关各方避免暴力冲突。　美国国务院也发表声明，谴责布基纳法索军方掌权。“美国谴责布基纳法索军方试图把其意愿强加给布基纳法索民众，”声明说。如果美方认定布基纳法索发生军事政变，可冻结与布基纳法索的军事合作。

### 非洲联盟
非洲联盟则呼吁布基纳法索组成“文人过渡政府”，并尽快举行“自由、公平和透明的选举”。非洲联盟（非盟）和平与安全理事会３日举行会议讨论布基纳法索局势，并于当晚作出决议，要求布基纳法索军方在两个星期之内还政于民，否则将面临制裁。

### 非洲
非洲其他国家正密切关注布基纳法索局势。在非洲，当前至少有四位国家领导人像孔波雷一样，希望通过改变宪法等方式延长任期。布基纳法索此次政局突变或产生示范效应。非洲联盟则对布基纳法索军方提出15天交出权力的期限，否则将实施制裁。

### 韩国
韩国外交部呼吁韩国国民不要访问发布“旅游注意”特别警报的布基纳法索，若目前滞留在该地区，应立即撤离至安全地域。

### 中国大陆
外交部领事司和中国驻科特迪瓦使馆提醒中国公民暂勿赴布，已在布中国公民和机构密切关注当地局势发展，华春莹表示，中方密切关注布基纳法索局势发展，注意到联合国和非洲联盟的有关表态。希望布各方从国家和人民的根本利益出发，通过对话和协商解决分歧，尽快恢复正常秩序，维护国家稳定和发展。

### 中华民国
中华民国外交部表示中华民国政府将继续与布基纳法索保持外交关系。（中华民国与布基纳法索于1994年2月2日复交）